# 韋恩斯維爾 (伊利諾伊州)
韋恩斯維爾（英語：Waynesville）是位於美國伊利諾伊州德威特縣的一個村落。

## 地理
韋恩斯維爾的座標為40°14′30″N 89°07′30″W / 40.24167°N 89.12500°W，而該地最高點為海拔高度220米（即723英尺）。

## 人口
根據2010年美國人口普查的數據，韋恩斯維爾的面積為0.84平方千米，當中陸地面積為0.84平方千米，而水域面積為0.00平方千米。當地共有人口434人，而人口密度為每平方千米516人。